# Viola vilnaensis
Viola vilnaensis är en violväxtart som beskrevs av Wilhelm Becker. Viola vilnaensis ingår i släktet violer, och familjen violväxter. Inga underarter finns listade i Catalogue of Life.